# Oribotritia tashkentae
Oribotritia tashkentae är en kvalsterart som beskrevs av Wojciech Niedbała 2006. Oribotritia tashkentae ingår i släktet Oribotritia och familjen Oribotritiidae. Inga underarter finns listade i Catalogue of Life.